# شهین جهانگیری
شهین جهانگیری (زاده ۱ تیر ۱۳۵۸، ارومیه) نمایندهٔ دورهٔ دوازدهم مجلس شورای اسلامی از حوزهٔ انتخابیهٔ ارومیه در استان آذربایجان غربی است که با کسب ۱۱۷۷۸۶ رای به مجلس شورای اسلامی راه پیدا کرد.  شهین جهانگیری بعد از شهربانو امانی به عنوان دومین زن از حوزه انتخابیه ارومیه است که توانست اعتماد مردم را برای نمایندگی در مجلس شورای اسلامی کسب کند. او از نظر سیاسی اصولگرای معتدل است.

## حمایت از حجاب اجباری
شهین جهانگیری از موافقان قانون عفاف و حجاب است و در جریان نشست علنی روز سه‌شنبه ۱۴ اسفند ۱۴۰۳ مجلس شورای اسلامی، یکی از ۲۰۹ نماینده‌ای بود که نامۀ درخواست نمایندگان از رئیس‌مجلس برای ابلاغ قانون حجاب را امضا کرد.